# لي فان كيم
لي فان كيم (بالفيتنامية: Lê Văn Kim)‏ هو عسكري فيتنامي، ولد في 1918 في محافظة بنه دنه في فيتنام، وتوفي في 28 مارس 1987.